# Ouarkoye
Ouarkoye è un dipartimento del Burkina Faso classificato come comune, situato nella Provincia  di Mouhoun, facente parte della Regione di Boucle du Mouhoun.
Il dipartimento si compone del capoluogo e di altri 23 villaggi: Bekuy, Dankuy, Darou, Doudou, Dakena, Fouankuy, Kamako, Kekaba, Koena, Kosso, Kouankuy, Lokinde, Miana, Monkuy, Ouanabekuy, Oue, Perakuy, Poundou, Samakuy, Soana, Sokongo, Syn n°1 e Tiokuy.